# 红鲌足孢虫
红鲌足孢虫（学名：Podospora erythroculteri）为碘泡科足孢虫属的动物。在中国，分布于湖北等，营寄生生活，寄生在翘嘴红鲌的鳃。